# Revell

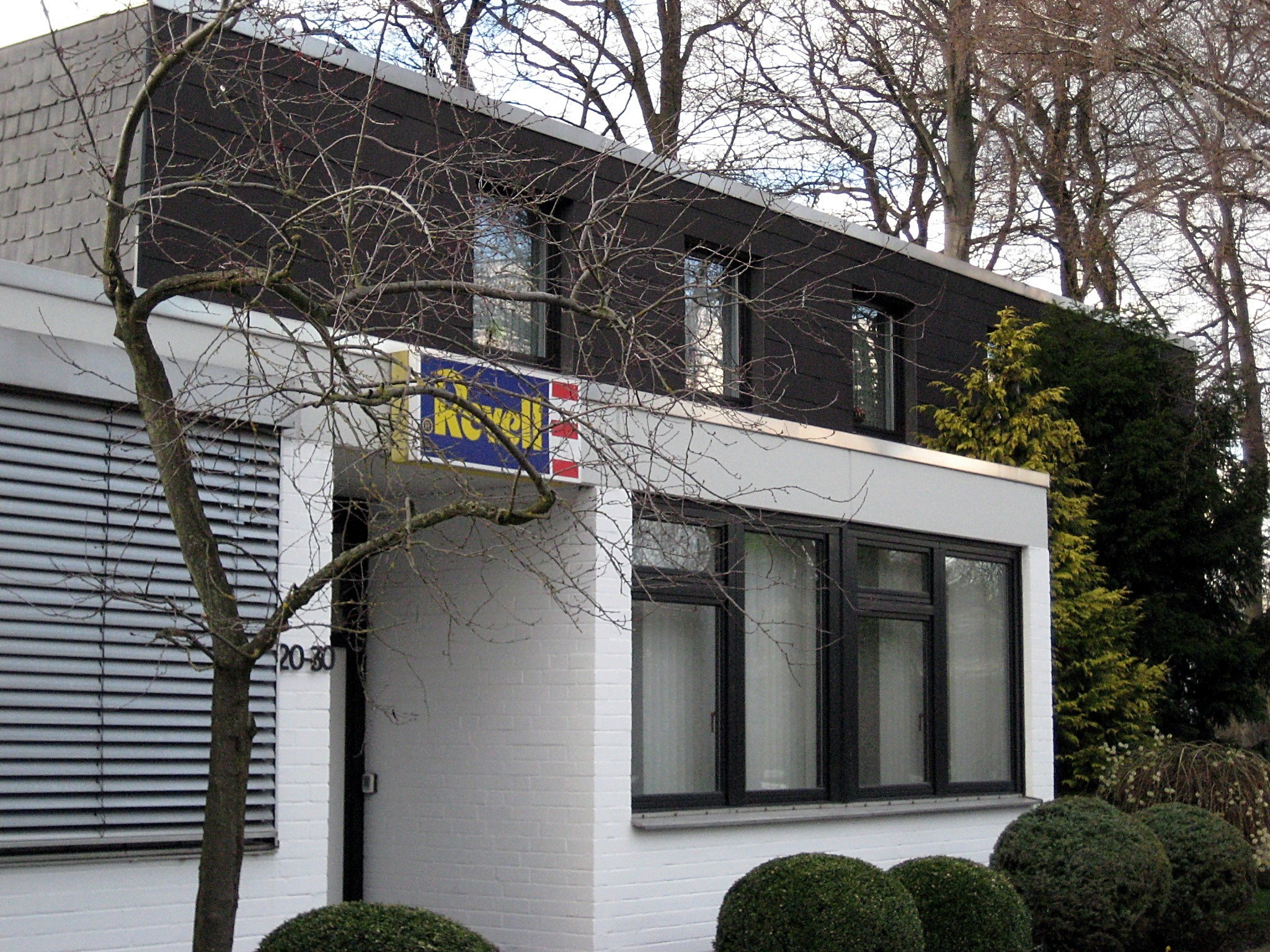
Oficina de la compañía Revell en la ciudad de Bünde, Alemania.

Revell es una compañía alemana de origen estadounidense y amplia distribución global, que fabrica y comercializa maquetas plásticas armables a escala.

## Historia
Revell fue, en un principio, una empresa fundada en 1943, en Venice, California, por Lou Glaser. Después de cuatro décadas como el fabricante número uno de modelos de plástico en el mundo y muchos años de rentabilidad marginal, Revell fue comprada por los Odyssey Partners de Nueva York, y su nombre cambiado a Monogram Models Company, de Morton Grove, que Oddyssey había comprado a principios de ese año. La planta en Venice fue cerrada y todos sus activos útiles fueron transferidos a la planta N.º 2 de Monogram en Des Plaines, Illinois. La nueva empresa está ahora ubicada en Northbrook, Illinois, Estados Unidos. Esta fabrica una amplia gama de modelos plásticos y fundidos de automóviles, aviones, vehículos militares y barcos. Debido al reconocimiento mundial, Revell se ha convertido en la primera marca usada sobre muchas de sus competidoras. Esto le ha dado el cómico sobrenombre de "Revellogram" (Revell Monogram) entre la comunidad de modelistas. Sus principales competidores estadounidenses en el mercado del plastimodelismo incluyen a AMT-Ertl, Lindberg, y Testors.
Actualmente, ante la gran competencia asiática, la Revell está realizando revisiones de sus antiguos moldes de matricería y calidad de sus maquetas ante la irrupción en el mercado de kits de maquetas para armar de mucha mejor calidad y definición de detalles.
En el 2006-2007, la Revell relanzó al mercado varios modelos clásicos de matricería original, con una gran aceptación por el mercado consumidor de estos artículos.
Las maquetas Revell destacan por su sencillez en el armado, planos fáciles de entender y precio relativamente barato, además de tener maquetas de barcos y otras líneas que no se encuentran en otras marcas del mercado.
Alrededor de 1960, Revell entró en el mercado del ferromodelismo con una línea en escala H0 de locomotoras, vagones y edificios. La línea de edificios era muy amplia, incluyendo una granja completa, una estación de pasajeros suburbana y una variedad de estructuras. Muchos de estos artículos originales Revell han sido copiados a otras escalas.
El 2 de mayo de 2007, Hobbico Inc. anunció que adquirió Revell-Monogram, LLC, la corporación propietaria de Revell.

## Revell Alemania
En 1956, la subsidiaria alemana, Revell Plastics GmbH, fue fundada en Bünde, Alemania Occidental. Durante los años 1970, esta compañía inició también el desarrollo y fabricación de su línea independiente de modelos fuera del control directo de Revell USA. Estos modelos eran exportados a Estados Unidos, y muchos de los nuevos modelos alcanzaron buena reputación, debido a su alta calidad. Sin embargo, los kits "alemanes" eran producidos en Alemania Oriental o en China con licencia de la marca alemana. Conocida como Revell AG (sociedad anónima), la firma alemana cambió su nombre legal a GmbH & Co. KG, y es independiente desde que se separó de Revell-Monogram LLC en septiembre de 2006. En cuanto a ingresos totales, la empresa alemana supera a su antiguo "padre" estadounidense.

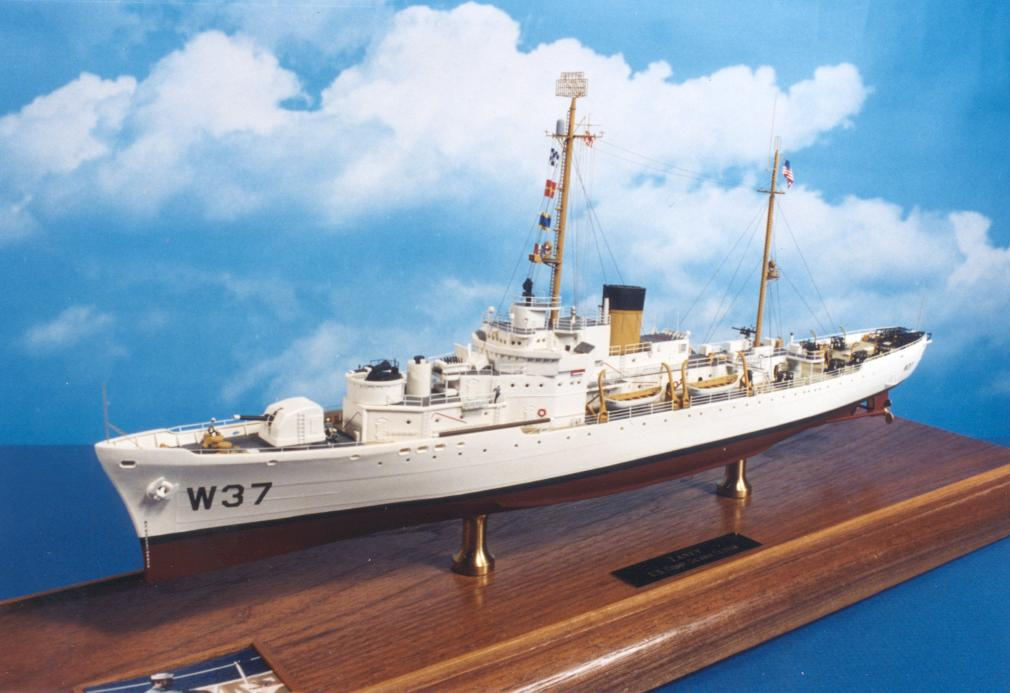
Maqueta Revell del USCG Taney.